# Erick Nunes
Erick Nunes Barbosa dos Santos, né le 29 février 2004 à São Paulo au Brésil, est un footballeur brésilien qui joue au poste de milieu de terrain au Cercle Bruges KSV.

## Biographie
Nunes est formé au Brésil, au Fluminense FC, et rejoint la Belgique et le Cercle Bruges sous forme de prêt en janvier 2024. Il est originellement prêté jusqu’à la fin de la saison 2023-2024, avec une option pour une saison supplémentaire qui sera plus tard activée. L’entraîneur Miron Muslić déclare peu après son arrivée que le Cercle Bruges souhaite surtout le préparer en vue de la saison 2024-2025. Durant sa première demi-saison en Europe, Nunes joue effectivement uniquement avec le Jong Cercle, l’équipe réserve du Cercle qui évolue en Division 2 VV. Il dispute six matchs de championnat et inscrit deux buts, tous deux marqués lors de la victoire deux buts à un sur le terrain du Sparta Petegem.
Le 11 août 2024, Nunes fait ses débuts officiels avec l’équipe première du Cercle Bruges : lors de la troisième journée de championnat, l’entraîneur Muslić le fait rentrer en jeu à la 86e minute à la place d’Abu Francis, lors une victoire 4-1 contre le K Beerschot VA. Quatre jours plus tard, il reçoit davantage de temps de jeu lors d'un match de qualification pour la Ligue Europa contre le Molde FK (victoire 1-0) : après l’exclusion précoce de Francis, l’ailier Kazeem Olaigbe cède sa place à Nunes après un peu plus de trente minutes. Plus tard dans le mois, Nunes est titularisé lors des deux matchs de qualification pour la Ligue Conférence contre le Wisła Cracovie,.
En avril 2025, il s'engage avec le Cercle jusqu'en 2029.